# Mosztanec
Mosztanec (bułg. Мощанец) – wieś w Bułgarii, w obwodzie Błagojewgrad, w gminie Błagojewgrad. Według danych szacunkowych Ujednoliconego Systemu Ewidencji Ludności oraz Usług Administracyjnych dla Ludności, 15 grudnia 2018 roku miejscowość liczyła 51 mieszkańców.

## Osoby związane z miejscowością
- Christo Cenin (1878–1923) – bułgarski kmet Błagojewgradu